# Mycalesis pesegemus
Mycalesis pesegemus är en fjärilsart som beskrevs av Van Eecke 1915. Mycalesis pesegemus ingår i släktet Mycalesis och familjen praktfjärilar. Inga underarter finns listade i Catalogue of Life.